# De eetclub (film)
De eetclub is een Nederlandse speelfilm van Robert Jan Westdijk uit 2010 naar het gelijknamige boek van Saskia Noort. Na het succes van de speelfilm Terug naar de kust werd er weer een boek van Noort verfilmd.

## Verhaal
De film draait om het leven van Karen en Michel, beiden dertigers. Het stel verhuist samen met hun dochtertje naar een luxe villawijk. Karen sluit al snel vriendschap met een aantal vrouwen van de 'eetclub' en hun echtgenoten. Wanneer Evert 'zelfmoord' pleegt, komen de onderlinge relaties onder druk te staan. Karen ontdekt dat de vrouwen en hun echtgenoten geheimen voor haar en elkaar hebben.

## Rolverdeling
| Acteur               | Personage      | Opmerkingen |
| -------------------- | -------------- | ----------- |
| Bracha van Doesburgh | Karen          |             |
| Thom Hoffman         | Simon          |             |
| Angela Schijf        | Babette        |             |
| Birgit Schuurman     | Angela         |             |
| Halina Reijn         | Hanneke        |             |
| Mark van Eeuwen      | Michel         |             |
| Peter Paul Muller    | Ivo            |             |
| Irma Hartog          | Patricia       |             |
| Mattijn Hartemink    | Kees           |             |
| Bas Keijzer          | Evert          |             |
| Romana Vrede         | Dorien         |             |
| Magali Bruins        | Sophie         |             |
| Mees Harteveld       | Mees           |             |
| Joep Litjens         | Beau           |             |
| Gijs Reimert         | Baby Luuk      |             |
| Guusje Zautsen       | Lotte          |             |
| Peter Blankenstein   | Dokter         |             |
| Julia van de Graaff  | Schoonmaakster |             |
| Sita Manichand       | Schooljuffrouw |             |